# Diócesis de Saint-Flour
La diócesis de Saint-Flour (en latín: Dioecesis Sancti Flori y en francés: Diocèse de Saint-Flour) es una circunscripción eclesiástica de la Iglesia católica en Francia. Se trata de una diócesis latina, sufragánea de la arquidiócesis de Clermont. Desde el 11 de junio de 2021 su obispo es Didier Noblot.

## Territorio y organización

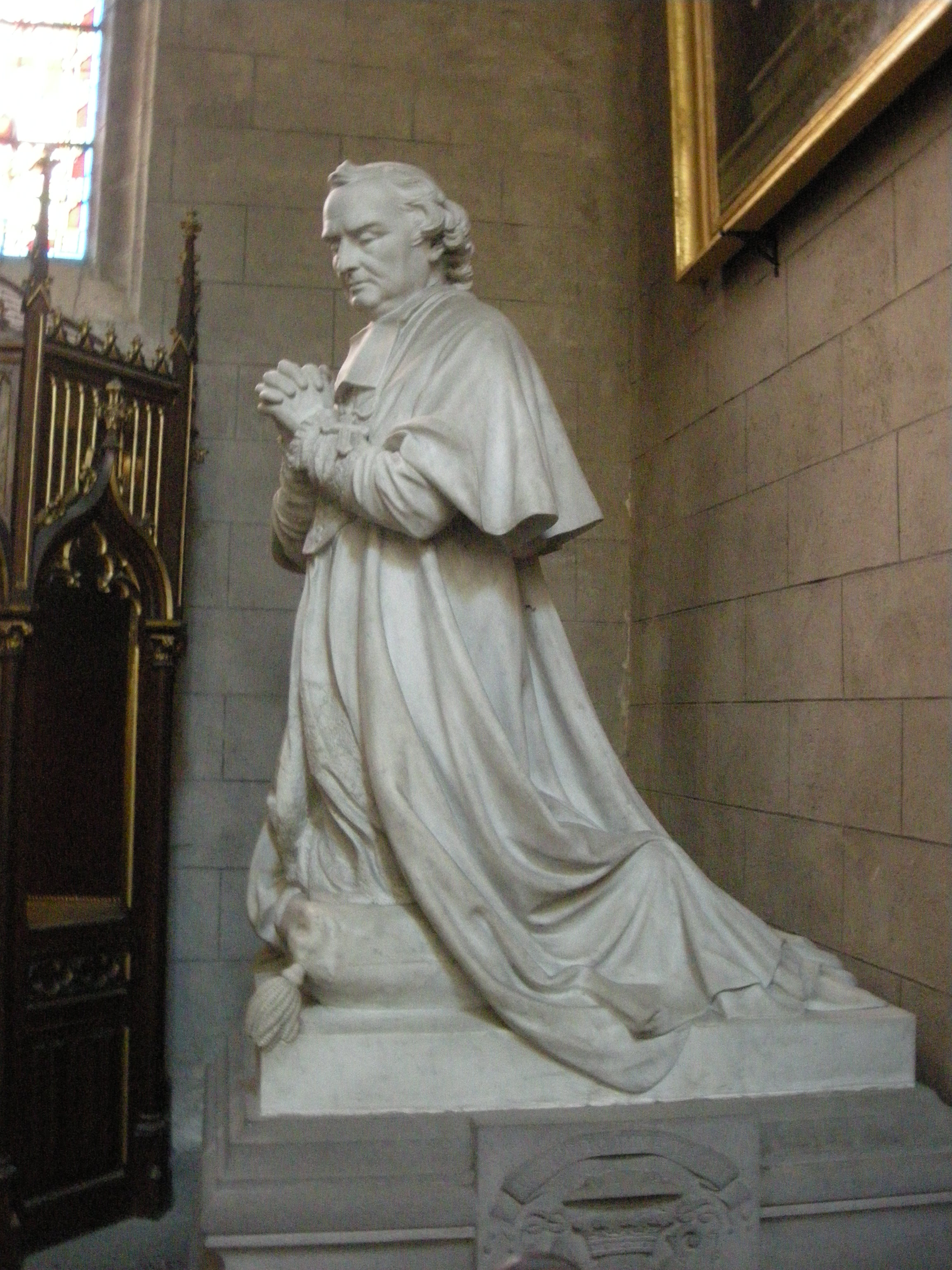
Estatua del obispo Pierre-Antoine-Marie Lamouroux de Pompignac en la catedral de Saint-Flour

La diócesis tiene 7526 km² y extiende su jurisdicción sobre los fieles católicos de rito latino residentes en el departamento de Cantal, en la región de Auvernia-Ródano-Alpes.
La sede de la diócesis se encuentra en la ciudad de Saint-Flour, en donde se halla la Catedral de San Pedro y San Floro.
En 2022 en la diócesis existían 20 parroquias agrupadas en 4 decanatos: Saint-Flour, Aurillac, Maurs y Mauriac.

## Historia
El priorato de San Odilón fue fundado a principios del siglo XI y sometido a la jurisdicción de la abadía de Cluny. La iglesia prioral fue consagrada por el papa Urbano II en 1095.
La diócesis de Saint-Flour fue erigida el 9 de julio de 1317 con la bula Salvator noster del papa Juan XXII, obteniendo el territorio de la diócesis de Clermont. La iglesia del priorato fue elevada a catedral y Raymond de Mimèges, último abad de San Odilón, fue nombrado obispo. Originalmente era sufragánea de la arquidiócesis de Bourges. La nueva diócesis incluía los arciprestasgos de Saint-Flour, Aurillac, Langeac , Brioude y Blesle, con 290 parroquias, 6 abadías y 68 prioratos.
Entre las abadías, la más importante fue la abadía de Saint-Géraud de Aurillac, que fue un destacado centro cultural e intelectual durante la Edad Media. Fue destruida por los calvinistas durante las guerras religiosas del siglo XVI.
En 1368 Pierre de Rensin fue el primer obispo no elegido por el cabildo catedralicio.
El 7 de diciembre de 1466 se consagró la actual catedral, en sustitución de la iglesia prioral que se derrumbó en 1396.
En 1653 el obispo Jacques de Montrouge estableció el seminario diocesano, que fue reconstruido en formas monumentales en el siglo XVIII e inaugurado en 1762. Debido a la drástica reducción del número de seminaristas, fue cerrado en 1959.
Tras el concordato, con la bula Qui Christi Domini del papa Pío VII del 29 de noviembre de 1801 se hizo coincidir la diócesis con el departamento de Cantal, incorporando parte del territorio de la diócesis de Rodez que fue suprimida, y la región de Mauriac que pertenecía a la diócesis de Clermont.
En la cercana diócesis de Rodez, a principios del siglo XIX un grupo de sacerdotes y fieles apoyados por el obispo exiliado Charles Colbert de Seigneley, se opusieron al régimen del concordato y, negándose a someterse al nuevo obispo Charles de Ramond-Lalande, dieron origen a un cisma y a una Iglesia conocida con el nombre de Petite Eglise. El cisma contaminó también algunas parroquias de Cantal, donde sobrevivió hasta principios del siglo XX. En 1911 la última familia refractaria se sometió a la autoridad de Roma.
El 8 de diciembre de 2002, con la reorganización de los distritos diocesanos franceses, pasó a formar parte de la provincia eclesiástica de Clermont.

## Estadísticas
Según el Anuario Pontificio 2023 la diócesis tenía a fines de 2022 un total de 125 000 fieles bautizados.
| Año                                                                             | Población            | Población | Población      | Sacerdotes | Sacerdotes    | Sacerdotes    | Bautizados por sacerdote | Diáconos permanentes | Religiosos | Religiosos | Parroquias |
| Año                                                                             | Bautizados católicos | Total     | % de católicos | Total      | Clero secular | Clero regular | Bautizados por sacerdote | Diáconos permanentes | Varones    | Mujeres    | Parroquias |
| ------------------------------------------------------------------------------- | -------------------- | --------- | -------------- | ---------- | ------------- | ------------- | ------------------------ | -------------------- | ---------- | ---------- | ---------- |
| 1949                                                                            | 190 888              | 190 888   | 100.0          | 392        | 332           | 60            | 486                      |                      | 60         | 580        | 317        |
| 1970                                                                            | 167 000              | 168 814   | 98.9           | 264        | 261           | 3             | 632                      |                      | 10         | 495        | 258        |
| 1980                                                                            | 166 000              | 168 000   | 98.8           | 211        | 207           | 4             | 786                      |                      | 9          | 319        | 302        |
| 1990                                                                            | 160 000              | 172 000   | 93.0           | 177        | 164           | 13            | 903                      | 2                    | 15         | 265        | 302        |
| 1999                                                                            | 149 000              | 158 722   | 93.9           | 152        | 145           | 7             | 980                      | 4                    | 7          | 190        | 302        |
| 2000                                                                            | 145 000              | 150 563   | 96.3           | 148        | 141           | 7             | 979                      | 4                    | 9          | 168        | 302        |
| 2001                                                                            | 145 000              | 150 563   | 96.3           | 136        | 129           | 7             | 1066                     | 4                    | 10         | 179        | 302        |
| 2002                                                                            | 145 000              | 150 563   | 96.3           | 90         | 83            | 7             | 1611                     | 3                    | 10         | 164        | 321        |
| 2003                                                                            | 145 000              | 150 563   | 96.3           | 119        | 114           | 5             | 1218                     | 4                    | 7          | 164        | 321        |
| 2004                                                                            | 145 000              | 150 778   | 96.2           | 130        | 120           | 10            | 1115                     | 5                    | 14         | 165        | 263        |
| 2010                                                                            | 137 300              | 157 000   | 87.5           | 85         | 77            | 8             | 1615                     | 8                    | 14         | 137        | 161        |
| 2014                                                                            | 141 700              | 162 400   | 87.3           | 74         | 68            | 6             | 1914                     | 10                   | 7          | 118        | 32         |
| 2017                                                                            | 143 000              | 164 000   | 87.2           | 56         | 50            | 6             | 2553                     | 10                   | 12         | 39         | 20         |
| 2020                                                                            | 143 700              | 164 800   | 87.2           | 49         | 44            | 5             | 2932                     | 9                    | 7          | 54         | 20         |
| 2022                                                                            | 125 000              | 143       | 87.3           | 50         | 44            | 6             | 2500                     | ?                    | 13         | 54         | 20         |
| Fuente: Catholic-Hierarchy, que a su vez toma los datos del Anuario Pontificio. |                      |           |                |            |               |               |                          |                      |            |            |            |

## Episcopologio
- Raymond de Mimèges de Vehens, O.S.B. † (31 de julio de 1317-16 de abril de 1319 nombrado obispo de Saint-Papoul)
- Henri de Fautrière, O.S.B.Clun. † (19 de abril de 1319-29 de enero de 1320 falleció)
- Archambaud, O.S.B. † (6 de febrero de 1320-1347 renunció)
- Dieudonné de Canillac, O.S.B. † (25 de julio de 1347-2 de agosto de 1361 nombrado obispo de Maguelonne)
- Pierre d'Estaing, O.S.B. † (19 de noviembre de 1361-2 de abril de 1368 nombrado arzobispo de Bourges)
- Pierre de Rensin † (2 de abril de 1368-1374 falleció)
- Poncet de Rochefort † (14 de julio de 1374-enero de 1383 falleció)
- Pierre de Vissac † (13 de marzo de 1383-12 de julio de 1395 nombrado obispo de Lavaur)
- Hugues de Manhac (Magnac), O.S.B. † (12 de julio de 1395-16 de enero de 1404 nombrado obispo de Limoges)
- Géraud du Puy † (17 de diciembre de 1404-4 de enero de 1413 nombrado obispo de Mende)
- Bertrand de Cadoène, O.S.B. † (15 de febrero de 1413-28 de enero de 1426 nombrado obispo de Uzès)
- Jacques Le Loup de Beauvoir, O.S.B. † (19 de agosto de 1426-3 de septiembre de 1451 falleció)
- Pierre de Léotoing-Mongton † (7 de julio de 1452-1461 renunció)
- Antoine de Léotoing-Mongton, O.S.B. † (30 de marzo de 1461-4 de diciembre de 1482 falleció)
  - Claude de Doyat † (16 de diciembre de 1482-1483 renunció) (obispo electo)
- Charles de Joyeuse † (10 de septiembre de 1483-1500 renunció)
- Louis de Joyeuse † (29 de enero de 1500-1540 falleció)
- Balthazar-Hercule de Jarente † (11 de mayo de 1543-9 de enero de 1548 nombrado arzobispo de Embrun)
- Antoine de Lévis-Chateaumorand † (9 de enero de 1548-1566 falleció)
- Jean Paul de Selve † (23 de mayo de 1567-1569 falleció)
  - Sede vacante (1569-1573)
- Pierre Prosper de La Baume † (9 de febrero de 1573-1595 falleció)
  - Sede vacante (1595-1599)
- Raymond de Rouchon † (10 de marzo de 1599-antes del 11 de septiembre de 1602 falleció)
  - Sede vacante (1602-1609)
- Charles de Noailles † (28 de septiembre de 1609-8 de abril de 1647 nombrado obispo de Rodez)
- Jacques de Montrouge † (8 de abril de 1647-20 de abril de 1664 falleció)
- Jérôme de La Mothe-Houdancourt † (23 de junio de 1664-29 de mayo de 1693 falleció)
- Joachim-Joseph d'Estaing de Saillans † (9 de noviembre de 1693-13 de abril de 1742 falleció)
- Paul de Ribeyre † (9 de julio de 1742-10 de junio de 1776 falleció)
- Marie-Anne-Hippolyte Hay de Bonteville † (16 de septiembre de 1776-13 de diciembre de 1779 nombrado obispo de Grenoble)
- Claude-Marie Ruffo de Laric † (13 de diciembre de 1779-1801 renunció)
- Jean-Eléonor Montanier de Belmont † (10 de julio de 1802-1 de mayo de 1808 falleció)
  - Sede vacante (1808-1819)
- Jean-Francis de Mallian † (23 de agosto de 1819-28 de octubre de 1819 falleció)
- Paul-Thérèse-David d'Astros † (21 de febrero de 1820-29 de mayo de 1820 nombrado obispo de Bayona)
- Louis-Siffrein-Joseph de Salamon † (29 de mayo de 1820-11 de junio de 1829 falleció)
- François-Marie-Edouard de Gualy † (28 de septiembre de 1829-30 de septiembre de 1833 nombrado arzobispo de Albi)
- Jean-Pierre-Marie Cadalen † (30 de septiembre de 1833-17 de abril de 1836 falleció)
- Frédéric-Gabriel-Marie-François de Marguerye † (2 de octubre de 1837-15 de marzo de 1852 nombrado obispo de Autun)
- Jean-Paul-François-Marie-Félix Lyonnet † (15 de marzo de 1852-6 de agosto de 1857 nombrado obispo de Valence)
- Pierre-Antoine-Marie Lamouroux de Pompignac † (6 de agosto de 1857-23 de mayo de 1877 falleció)
- François-Antoine-Marie-Ambroise-Benjamin Baduel † (21 de septiembre de 1877-16 de mayo de 1891 falleció)
- Jean-Marie-François Lamouroux † (11 de julio de 1892-12 de julio de 1906 falleció)
- Paul-Augustin Lecoeur † (13 de julio de 1906-18 de marzo de 1942 falleció)
- Henri-Marie-Joseph Pinson † (12 de enero de 1943-18 de abril de 1951 falleció)
- Gabriel Auguste François Marty † (6 de febrero de 1952-14 de diciembre de 1959 nombrado arzobispo coadjutor de Reims[nota 1])
- Maurice-Jean-Fernand-Alexis Pourchet † (28 de marzo de 1960-6 de mayo de 1982 retirado)
- Jean Cuminal † (6 de mayo de 1982-25 de julio de 1990 nombrado obispo de Blois)
- René Pierre Louis Joseph Séjourné † (13 de septiembre de 1990-16 de enero de 2006 retirado)
- Bruno Grúa (31 de marzo de 2006-11 de junio de 2021 renunció)
- Didier Noblot, desde el 11 de junio de 2021